# Sénégal aux Jeux olympiques d'été de 1996
LeSénégal participe aux Jeux olympiques d'été de 1996 à Atlanta. Il s'agit de sa 9e participation à des Jeux d'été. 

## Délégation
Le Sénégal est représenté par onze sportifs dont 11 hommes engagés dans trois sports, l'athlétisme, le judo et la lutte.

### Athlétisme
- Oumar Loum
- Ibou Faye
- Hamidou M'Baye
- Aboubakry Dia
- Tapha Diarra
- Ibou Faye
- Hachim Ndiaye
- Cheikh Touré

### Judo
- Abdoul Karim Seck
- Khalifa Diouf

## Lutte
- Alioune Diouf
- Félix Diédhiou